# Galeb (ladja)
Galeb je bil od leta 1952 do leta 1980 državniška ladja SFRJ oz. predsedniška ladja jugoslovanskega predsednika Josipa Broza Tita. 
Galeb je bil zgrajen leta 1938 kot tovorna ladja RAMB III (ladja hladilnik) razreda RAMB. 

## Zgodovina
Tovorna ladja Ramb III
Splovljena je bila leta 1938 v genovski ladjedelnici Ansaldo. Bila je tretja od štirih enako zgrajenih tovornih ladij za italijansko podjetje Regia Azienda Monopoli Banane (od tod tudi akronim imena ladje RAMB), ki se je ukvarjalo z prevozom banan v Evropo iz italijanskih kolonij vzhodne Afrike. Ladje so bile grajene tako, da so jih lahko v primeru vojne na hitro predelali v pomožne križarke.
Pomožna križarka RAMB III
Ladja RAMB III nikoli ni plula v vzhodno Afriko. Ko je 10. junija 1940 Italija vstopila v drugo svetovno vojno, je bila zasidrana v Tarantu in bila rekvirirana s strani italijanske marine, prav tako kot njene tri sestrske ladje je bila predelana v pomožno križarko. Ognjeni krst je doživela že 12. novembra 1940. Med britanskim napadom na italijansko vojno mornarico v pristanišču Taranto (napad na Taranto), je Kraljeva vojna mornarica poslala floto križark v južni del Jadranskega morja. Floto so sestavljalle tri lahke križarke HMS Ajax, HMS Orion in HMAS Sydney in dva rušilca HMS Nbia in HMS Mohawk. Kmalu po polnoči je britanska flota na Otrantskih vratih naletela na mali italijanski konvoj, ki je bil na poti iz Valone v Brindisi. Konvoj so sestavljale štiri tovorne ladje Capo Vado (4391 BRT), Catalani (2429 BRT), Antonio Locatelli (5691 BRT) in Premuda (4427 BRT), poleg pa sta bile za zaščito še ladji RAMB III in torpedni čoln Nicola Fabrizi. RAMB III je izstrelila 19 salv in pobegnila, medtem pa je torpedovka Nicola Fabrizi napadla nasprotnika, vendar je bila pri tem zadeta in onesposobljena za bojevanje, a je še vedno lahko ušla. Britanci so potopili vse štiri tovorne ladje. Italijanska torpedna čolna Curtatone in Solferino sta tekom dneva rešila 140 preživelih. 36 mož, vključno s padlimi na ladji Nicola Fabrizi, je izgubilo življenje.
30. maja 1941 je bila v pristanišču v Bengaziju ladja RAMB III torpedirana s strani britanske podmornice HMS Triumph in potopljena. Regia Marina je ladjo dvignila na površino in odvlekla do ladjedelnice San Marco v Trstu, kjer so jo popravili.
Minopolagalec Kiebitz
9. septembra 1943 je bila še ne polno pripravljena ladja v Trstu zasežena s strani nemške vojne mornarice. Februarja 1944 je po pod poveljstvom kapitana korvete Hansmanna služila kot minopolagalec Kiebitz. Od marca do novembra leta 1944 je Kiebitz položil, deloma skupaj z minopolagalcem Fasana, več kot 5000 min po Jadranskem morju. 4 novembra je ladja pri vračanju zašla na svojo položeno mino pri Anconi. Kljub temu je bila še vedno zmožna pripluti do Reke, kjer je bila naslednji dan v zračnem napadu potopljena s strani Američanov.

### Predsedniška ladja Galeb
Septembra leta 1947 je splitsko podjetje Brodospas ladjo iz globine 22 metrov dvignilo na gladino. Od leta 1952 bila v uporabi kot državniška oz. predsedniška ladja Josipa Broza Tita. Tito je bil znan po strahu pred letenjem in je na Galebu preplul skupaj približno 86.000 navtičnih milj. 
Titova potovanja z Galebom
Na prvo uradno potovanje je potoval Tito leta 1953 v Združeno kraljestvo. Tam sta ga sprejela Winston Churchill in kraljica Elizabeta II. Konec leta 1954 se je odpravil na pot v Indijo in Burmo, ki ju je obiskal v začetku leta 1955. Konec istega leta je obiskal Etiopijo, Egipt in Eritrejo. Leta 1958 je pričelo daljše potovanje, ki ga je zaključil leta 1959. Na tem potovanju je obiskal Indonezijo, Cejlon, Indijo, Burmo, Etiopijo in Združeno arabsko republiko. Naslednje potovanje, ki je bilo leta 1961, je bilo prav tako obsežno, saj je obiskal osem afriških držav. Tega leta je bilo tudi ustanovljeno gibanje neuvrščenih. Leta 1964 se je odpravil v Egipt na drugo konferenco neuvrščenih. Naslednje leto (torej leta 1965) se je odpravil na obisk Alžirije in Egipta, vendar je potovanje v Egipt opravil z letalom, ker je bilo razburkano morje. Leta 1966 se je zadnjič odpravil na plovbo z Galebom, in sicer v Egipt in Indijo. Na ladji je bival še leta 1976, med potekom 5. konference neuvrščenih, ki je bila na Šrilanki, vendar tja ni prispel z ladjo.

#### Pomembni gosti ladje
Politiki
- Winston Churchill
- kraljica Elizabeta II.
- cesar Haile Selassie
- grški kralj Pavel in kraljica Friderika
- Leonid Brežnjev
- Nikita Hruščov
- Ahmed Sukarno - prvi predsednik Indonezije
- Habib Bourguiba - prvi predsednik Tunizije
- Indira Gandhi
- Gamal Abdel Naser
- Hassan II. - maroški kralj
- Ibrahim Abud - prvi predsednik Sudana
- Sirimavo Bandaranaike - predsednica vlade Šrilanke
- Modibo Keita - prvi predsednik Malija
- Makarios III. - prvi predsednik Cipra
- Omar Moamer el Gadafi
- Džavaharlal Nehru - prvi predsednik indijske vlade
- Nicolae Ceaușescu
- Kwame Nkrumah - prvi predsednik Gane
- Ahmed Sékou Touré - prvi predsednik Gvineje
- U Nu - prvi predsednik vlade Burme
- Ne Win - predsednik Burme
- Kurt Waldheim

Slavne in znane osebnosti
- Richard Burton
- Sophia Loren
- Kirk Douglas
- Elizabeth Taylor

### Razpad Jugoslavije
Galeb je sodeloval pri umiku zadnjih enot Jugoslovanske ljudske armade iz takrat že samostojne Republike Slovenije. V koprsko pristanišče je priplul 21. oktobra 1991. Na ladjo se je vkrcalo nekaj čez tisoč vojakov.
Med razpadom Jugoslavije je bila ladja privezana na črnogorski obali v Boki Kotorski in tudi izropana.

### Galeb na Reki
Leta 2001 je črnogorska vlada prodala Galeba za 750.000 dolarjev grškemu ladjarju Johnu Paulu Papanicolaou. Ladja je bila nato prepeljana na popravilo v reško ladjedelnico »Viktor Lenac«, vendar do prenove ni nikoli prišlo. Leta 2009 je mesto Reka na dražbi Galeba odkupilo za 150.000 dolarjev, hrvaške oblasti pa so ga razglasile za tehnični spomenik nacionalnega pomena.
Muzej neuvrščenosti
Leta 2020 je ladjedelnica v Kraljevici prevzela prenovo Galeba, ki naj bi ga preuredili v muzej neuvrščenosti, v okviru projekta Reka 2020 - evropska prestolnica kulture.